# Josip Margitaj
Josip Margitaj (Margitai József, rođ. Jožef Majhen, ponegdje Majhon) (Črenšovci, 9. ožujka, 1854. – Budimpešta, 6. lipnja, 1934.) hrvatski je pisac, učitelj, političar, propagandist, mađaron.
Rodio se u današnjom Prekmurju (Slovenska krajina) kod Lendave. Otac mu je bio Franc (Franjo) Majhen, pučki učitelj iz Međimurja, a majka je Ana Titler. Njegova obitelj odselila se u Međimurje u Sveti Martin. 1878. godine promijenio je svoje prezime na Margitai/Margitaj. Pohađao je gimnaziju u Velikoj Kaniži, učiteljske škole u Čurguju i Budimpešti. Po privatnom tečaju postao je učitelj glazbe. 1873. godine u Selnici bio je učitelj, ranije u Čakovcu, 1879. godine već je obrazovao učitelje. Kasnije je postao učitelj pjevanja na Državnoj Učiteljskoj školi u Čakovcu, od 1890. godine već je ravnatelj ove škole.
1880. godine započeo je svoju propagandu protiv Hrvata: mađarizaciju Međimurja. Margitaj je izmislio ideju medjimurskog jezika, koji nije hrvatski jezik, nego odiljena jezična porodica. Margitaj je i poricao, da međimursko-kajkavsko narječje ima sličnost ili istovjetnost s kajkavštinom. Po Margitaju Međimurci su uvijek na međimurštini pisali, ovdje argumentira i na Mihajla Bučića, koji je u 16. stoljeću pisao knjige, koje su imale međimurske elemente, a Bučić je zvao svoj jezik hrvatskim. Margitajove tvrdnje nemaju jezične vjerodostojnosti, nego nacionalističku i šovinističku pozadinu. Margitaj je bio rođen među Slovencima, u ovom zavičaju su u 20. stoljeću također rabili lokalni prekomurskoslovenski jezik, koji je vrlo sličan kajkavskomu narječju i u prvom redu međimurskomu narječju.
Margitaj je pisao mnoge knjige na međimurskom narječju i mađarskom jeziku. Svoj program o međimurskom književnom jeziku bio je neozbiljan, jer se ni trudio čuvati ili širiti narodni jezik. Ostvario je dvojezični mađarsko-međimurski časopis Megyimurje/Muraköz, koji je bio glavni kordinator mađaronske propagande. Osim toga imao je kalendar Megyimurszki kolendar. Margitaj na medjimurskom narječju pisao je samo pobožna ili mađaronska djela, u kojima je kritizirao Hrvate i Hrvatsku. Htio je da Međimurci mogu razumjeti, zašto im je potrebna mađarizacija. Ako uspoređujemo Margitajov međimurski jezik s prekomurskim jezikom, možemo vidjeti, da su se prekomurski autori trudili ostvariti gospodarsku i drugu terminologiju, te prekomursku beletristiku. Margitaj je slavio samo mađarsku kulturu i povijest te tvrdio, da Hrvati i Međimurci nemaju svoju povijest. Podupirao je postavljenje spomenika Nikoli Zrinskom u Čakovcu, za kojeg je tvrdio, da je bio Mađar.
Mađarskoj vladi je predložio
- odvojiti Međimurje od Zagrebačke nadbiskupije i priključiti biskupiji Veszprém
- Mađare naseliti u Međimurje
- Međimursku djecu i djelatnike poslati u Mađarsku, da mogu naučiti mađarski jezik
- progoniti pristaše hrvatske nacionalne ideje
- zabraniti knjige i časopise na hrvatskom jeziku
Margitaj se trudio uvjeriti strane osobe da svi Međimurci bez iznimke podupiru Mađare i mađarizaciju, te mrze hrvatske panslaviste. Zavaravao je ljude da papa Lav XIII. također istupa u obranu Mađarske i da je protiv Hrvatske. Po Margitaju, Međimurje bi se počelo razvijati, ako bi se Međimurci asimilirali.
Poslije Prvog svjetskog rata, Međimurci su iskoristili prigodu i uz pomoć hrvatskih vojnih postrojbi koje su 24. prosinca 1918. prešle rijeku Dravu, oslobodili se mađarske vlasti. Zbog svoje mađarske nacionalističke politike i svojih postupaka, Margitaj je morao pobjeći preko Mure u Mađarsku.

## Djela
- Horvát nyelvtan (Hrvatska gramatika), 1881. – 1884.
- Muraközi horvát olvasókönyv (Međimurska čitanka), 1882. – 1884.
- A szombathelyi magyar póttanfolyamokról és még valami a magyarosításról (O sambotelskih pomoćnih tečajama i o mađarizaciji), 1882.
- Magyar gyermekdalok a nem magyar ajkú iskolák számára (Mađarske dječje pevke za mađarske škole), 1884.
- Muraközi magyar olvasókönyv (Međimursko-mađarska čitanka), 1884.
- Dobre knjige/Jó könyvek a muraközi nép számára 1885.
- Mali katekizmuš (Mali katekizam), 1885.
- Veliki katekizmuš (Veliki katekizam), 1886.
- Biblička poveztnica (Mali biblički naputak), 1886.
- Rövid zsebszótár. Segédkönyv a horvát és magyar nyelv megtanulására (Kratak džepni rječnik. Pomoćna knjiga za učenje hrvatskog i mađarskog jezika), 1887. – 1889.
- Vezérkönyv a magyar írás és olvasás tanításához a horvát és vendajkú iskolákban (Glavna knjiga za čitanje i pisanje u hrvatskih i vendskih/prekomurskih školama), 1896.
- A csánytornyai m. kir. állami tanítóképző-intézet története és jelen állapotának ismertetése (Povijest deržavne učiteljske škole u Čakovcu i sadašnja stanja), 1896.
- Magyar ABC és olvasókönyv a muraközi népiskolák számára (Mađarski abecedar i čitanka za međimurske osnovne škole), 1896.
- Magyar ABC a vend népi iskolák számára (Mađarski abecedar za vendske/prekomurske škole), 1896.
- Értekezések a tanügy köréből (Rasprava o nastavi), 1898.
- Gyermekdalok a népiskolák számára (Dječje pevke za osnovne škole), 1898.